# コッシ県
コッシ県 はブルキナファソの西部、ブクル・デュ・ムウン地方に位置する県。マリと国境を接する。県都は市長と高等弁務官を持つヌナである。
コッシ県第二の都市はドゥジバッソであり、これはヌナからマリ西部に向かう道路上に存在する最後の主要な都市である。

## 教育
2011年現在、コッシ県には214の小学校と20の中学校が存在する。

## 医療
2011年現在、コッシ県には22の保健社会向上センター 、5人の医者と93人の看護師が存在する。

## 人口
2006年時点でのコッシ県の人口は272,223人であり、その内の253,793人が農村部に住んでおり、都市部に居住する人口はわずか18,440人である。
人口全体の内135,342人が男性であり136,891人が女性である。

## 郡

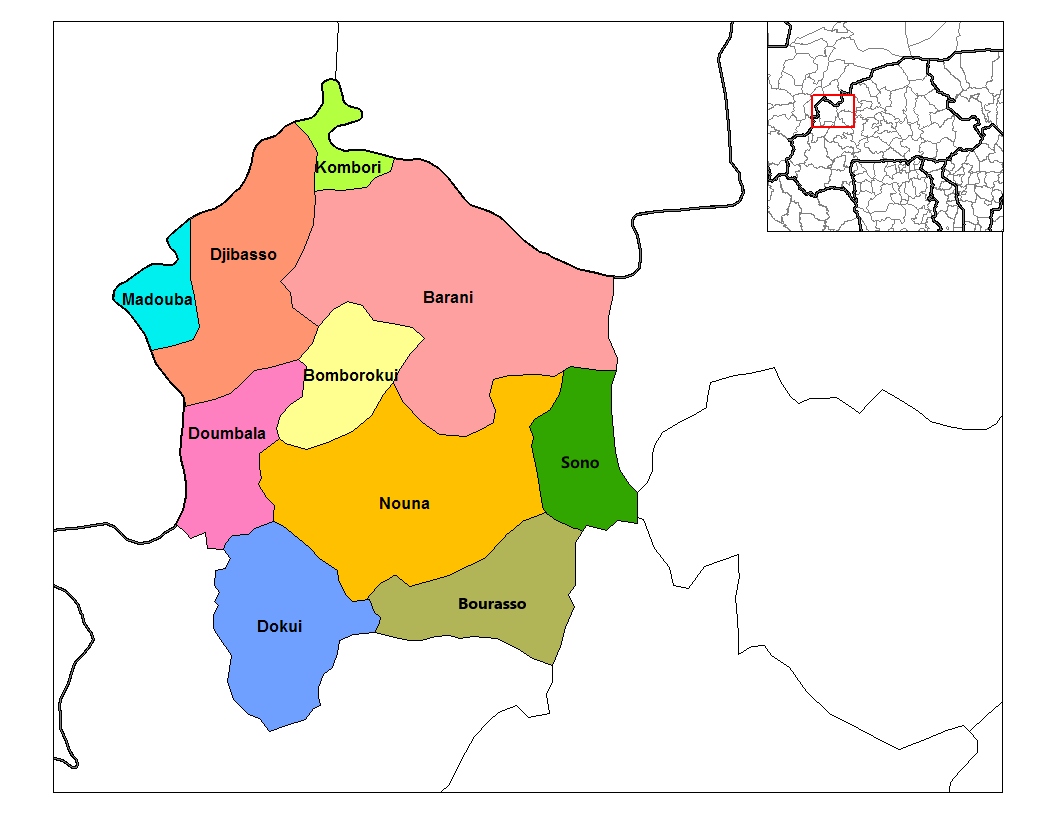
郡の区割り

コッシ県には10の郡が存在する。
| 郡名           | 郡都                  | 人口 (Census 2006) |
| -------------- | --------------------- | ------------------ |
| バラニ郡       | バラニ                | 44,237             |
| Bomborokui郡   | Bomborokui            | 15,257             |
| ブラソ郡       | ブラソ                | 12,548             |
| ドゥジバッソ郡 | ドゥジバッソ          | 49,730             |
| ドクイ郡       | ドクイ                | 28,642             |
| デュムバラ郡   | デュムバラ            | 26,643             |
| コンボリ郡     | コンボリ              | 8,300              |
| マドゥバ郡     | マドゥバ              | 6,590              |
| ヌナ郡         | ヌナ                  | 70,010             |
| ソノ郡         | ソノ (ブルキナファソ) | 7,276              |

## 隣接する県
- セグー州トミニアン圏
- モプティ州バンカス圏
- スル県
- ナヤラ県
- ムフン県
- バンワ県